# نابرابری جنسیتی در لیبریا

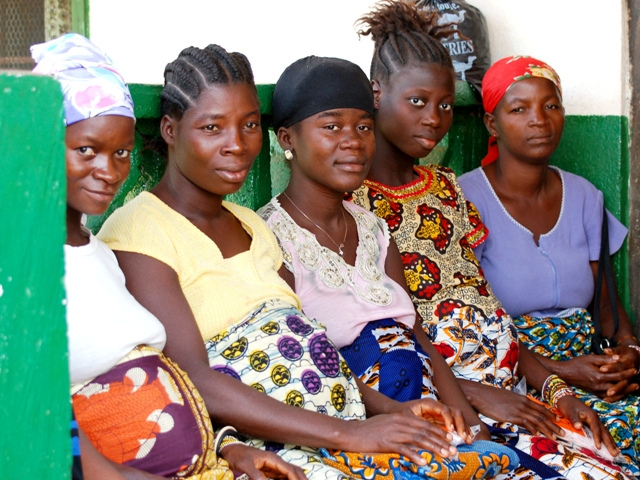
زنان لیبریایی، ۲۰۰۸.

میزان نابرابری‌های جنسیتی در سراسر لیبریا با توجه به وضعیت، منطقه، مناطق شهری/روستایی و فرهنگ‌های سنتی متفاوت است. به‌طور کلی، زنان در لیبریا در مقایسه با مردان به آموزش، خدمات بهداشتی، مالکیت املاک و عدالت دسترسی کمتری دارند. لیبریا دو جنگ داخلی ویرانگر را از ۱۹۸۹ تا ۱۹۹۶ و ۱۹۹۹ تا ۲۰۰۳ تجربه کرد. این جنگ‌ها لیبریا را تقریباً نابود کرده و زیرساخت‌های آن را به حداقل رساندند و هزاران نفر کشته شدند. لیبریا رتبه ۱۷۴ از ۱۸۷ را در شاخص گزارش توسعه انسانی و رتبه ۱۵۴ از ۱۵۹ را در شاخص نابرابری جنسیتی دارد.
با وجود پیشرفت‌های اقتصاد لیبریا از زمان پایان جنگ داخلی دوم در سال ۲۰۰۳، این کشور همچنان یکی از فقیرترین کشورهای جهان است، با سطح بالای فقر و محرومیت که با بحران‌های اقتصادی و افزایش قیمت مواد غذایی تشدید شده است.

## نقش‌های جنسیتی
در لیبریا، زنان و مردان تقسیم کار جنسیتی واضحی دارند. زنان معمولاً کارهای نظافت، آشپزی و مراقبت از کودکان را انجام می‌دهند، اما مشارکت آن‌ها در خانواده به ندرت به عنوان کار شناخته می‌شود. مردان به عنوان سرپرست خانوار و تأمین‌کنندگان اصلی شناخته می‌شوند. زنان به دلیل تعصبات در زمینه آموزش، خدمات بهداشتی، مالکیت زمین و دسترسی به اعتبار، همراه با شیوه‌های فرهنگی مانند ازدواج‌های از پیش تعیین‌شده و ناقص‌سازی جنسی زنان از پیشرفت در جامعه بازمی‌مانند.
این عوامل مانع ورود زنان به نیروی کار می‌شوند. نقش سنتی زنان به عنوان مراقبت‌کنندگان در جامعه لیبریایی نمونه‌ای از ایده مارثا نوسبام در مورد رویکرد مبتنی بر منابع است که از حفظ وضعیت موجود حمایت می‌کند.

### تغییرات به سوی برابری جنسیتی در لیبریا
پس از امضای معاهده صلح توسط سازمان ملل متحد با لیبریا در سال ۲۰۰۳، نقش‌های جنسیتی که زنان را از دستیابی به برابری بازمی‌داشت، شروع به تغییر کرد. پس از پایان جنگ‌های لیبریا، در ابتدا مشارکت زنان در موقعیت‌های قدرت، سازمان‌ها یا دولت تقریباً وجود نداشت. اکنون، طبق گزارش دبیرخانه NGO زنان لیبریا (WONGOSOL)، بیش از ۱۰۰ سازمان زنان وجود دارند. این سازمان‌ها وظیفه دارند که منابع مالی را به زنان رهبر محلی قدرتمند اختصاص دهند. در مقایسه با دیگر کشورهایی که تحت تأثیر جنگ قرار گرفته‌اند، زنان لیبریا موفق شده‌اند علی‌رغم مقاومت مردان صدای خود را در سیاست به گوش برسانند.
از نظر مشارکت زنان در سیاست، لیبریا اولین رئیس‌جمهور زن خود، الن جانسون سیرلیف، را در سال ۲۰۰۶ انتخاب کرد که گامی به سوی پیشرفت در یک کشور در حال توسعه بود. اخیراً، مؤسسه ملی افکار عمومی (NIPO) از طریق سازماندهی ۱۶ روز فعالیت علیه خشونت جنسیتی، آگاهی دربارهٔ توانمندسازی زنان و برابری را افزایش داده است. این کمپین یک‌ماهه آگاهی را دربارهٔ حقوق قانونی زنان در سطح ملی و بین‌المللی و همچنین مشارکت زنان در سیاست و تصمیم‌گیری افزایش داد.
در مقیاسی بین‌المللی‌تر، با کمک سوئد، زنان سازمان ملل به مردان برای پیوستن به مبارزه علیه خشونت جنسیتی دسترسی پیدا کردند. به عنوان بخشی از این کمپین، دوازده مرد به عنوان سفیر نامزد شدند تا آگاهی را افزایش داده و دیگر مردان را تشویق کنند که علیه خشونت علیه زنان موضع بگیرند. اگرچه پیشرفت‌هایی حاصل شده است، اما برای تحقق هدف توسعه هزاره (MDG) در ترویج برابری جنسیتی و توانمندسازی زنان، هنوز زمینه‌هایی برای بهبود وجود دارد، مانند رسیدگی به تبعیض جنسیتی در قوانین، فرصت‌های شغلی نابرابر و شکاف‌های دستمزدی، و همچنین کمبود مشارکت برابر زنان در تصمیم‌گیری.